# 58 Dywizja Piechoty (III Rzesza)
58 Dywizja Piechoty (niem. 58. Infanterie-Division) – niemiecka dywizja z czasów II wojny światowej, uczestniczyła w agresji na Luksemburg i Francję oraz ataku na Związek Radziecki.

## Formowanie i szlak bojowy
Sformowana na mocy rozkazu z 26 sierpnia 1939, w 2. fali mobilizacyjnej przez Infanterie – Kommandeur 22 w Lüneburgu w X Okręgu Wojskowym.
Rozkazem z dnia 26 sierpnia 1939 rozpoczęto formowanie pierwszej rezerwowej dywizji piechoty X. Okręgu Wojskowego. Sztab dywizji oraz szwadrony oddziału rozpoznawczego były formowane w Lüneburgu, w Oldenburgu, Bremie i Delmenhorst wystawiono 154. pułk piechoty, w Neumünster, Rendsburgu, Malente, Eutin oraz Schleswigu wystawiono 209. pułk piechoty, w Buxtehude, Wandsbeku, Ahrensburgu, Stade oraz Oldenburgu utworzono 220. pułk piechoty. W Rendsburgu, Verden i Oldenburgu wystawiono oddziały artylerii 158. pułku artylerii. Natomiast w Lubece sformowano oddział przeciwpancerny, oddziały łączności i sanitarny. W Harburgu, Nienburgu oraz Lubece utworzono 158. batalion pionierów, kolumnę taborową oraz pozostałe pododdziały dywizyjne.
Kadra wywodziła się w 20% z personelu aktywnych wielkich jednostek X Okręgu Wojskowego. Natomiast pozostała masa ludzka to młodzi rekruci oraz starzy rezerwiści, którzy szkolenie wojskowe przeszli dawno, albo od zakończenia wojny nie mieli w rękach broni.
Pierwsze rozkazy przewidywały odtransportowanie dywizji już po czterech dniach szkolenia na wschód. Jednak szybkie postępy Blitzkriegu spowodowały zmianę rozkazów i pododdziały dywizji pozostały w koszarach. Czas ten poświęcono na ćwiczenia bojowe oraz marsze, które stopniowo zmieniały oddziały dywizji w gotowe do walki.
W drugim tygodniu września, oddziały dywizji otrzymały rozkaz do załadunku, jednak cel podróży nie był podany. Dopiero z kierunku jazdy transportów żołnierze dowiedzieli się, iż jadą nad zachodnią granicę.
W obszarze rozładunku nad Mozelą oddziały dywizji są po raz pierwszy razem. Oddział rozpoznawczy dywizji pod dowództwem majora von Woedke został podporządkowany pod rozkazy 86 Dywizji Piechoty i wysłany do Saarburga w celu zabezpieczenia górnej Mozeli. Pozostała część dywizji, na wieść o obsadzeniu przez wojska francuskie Luksemburga, w forsownym marszu idzie w stronę Trewiru (niem. Trier) i zajmuje pozycje na Wale Zachodnim. Informacja o zajęciu Luksemburga przez armię francuską okazuje się jednak nieprawdziwa i rozpoczyna się okres względnego spokoju, który pododdziały dywizji wykorzystują na dalsze szkolenie, a także pomagają Organizacji Todt podczas rozbudowy umocnień Wału Zachodniego.
Od 23 stycznia 1940, dywizję rozpoczęto luzować i przetransportowywać na poligon Ohrdruf w Turyngii. Teraz można było wreszcie zacząć zgodne z planem gruntowne szkolenie rezerwistów i rekrutów. Od 23 lutego rozpoczęto zwalnianie żołnierzy, którzy brali udział w pierwszej wojnie światowej.
Po intensywnym szkoleniu połączonym z ostrym strzelaniem oraz odmłodzeniu szeregów dywizja była wreszcie w pełni gotowa do użycia bojowego. Od 11 marca 1940 dywizję rozpoczęto odtransportowywać z poligonu na zachód w obszar na wschód od Saary i zajęła kwatery w obszarze Saarburga. Dywizja zajmuje pozycje na odcinku od Perl do Orscholz, mając na  prawym skrzydle 209. pułk piechoty, w centrum 220. pułk piechoty a na lewej flance 154 pułk piechoty. Natomiast 158 oddział rozpoznawczy otrzymał w ramach dywizji własny odcinek.
Od 22 czerwca 1941 brała udział w ataku na Związek Radziecki. Uczestniczyła w oblężeniu Leningradu. Do niewoli Armii Czerwonej oddała się w maju 1945 na Półwyspie Helskim.

## Dowódcy dywizji
- gen. por. Ivan Haunert 26 VIII 1939 – 4 IX 1941
- gen. por.  Friedrich Altrichter 4 IX 1941 – 1 IV 1942
- gen. por. Karl von Graffen 2 IV 1942 – 1 V 1943
- gen. Wilhelm Berlin 1 V 1943 – 7 VI 1943
- gen. por. Curt Siewert 7 VI 1943 – 13 IV 1945

## Struktura organizacyjna
- Skład w sierpniu 1939:

154, 209 i 220 pułk piechoty, 158 pułk artylerii, 158 batalion pionierów, 158 oddział rozpoznawczy, 158 oddział przeciwpancerny, 158 oddział łączności, 158 polowy batalion zapasowy;
- Skład w lutym 1944:

154, 209 i 220 pułk piechoty, 158 pułk artylerii, 158 batalion pionierów, 58 dywizyjny batalion fizylierów, 158 oddział przeciwpancerny, 158 oddział łączności, 158 polowy batalion zapasowy;